# 2013 TN227
2013 TN227 est un objet transneptunien faisant partie des cubewanos.

## Caractéristiques
Le diamètre de 2013 TN227 est estimé à environ 165 kilomètres.